# Zagreb u Drugom svjetskom ratu
Nakon agresije njemačkih i talijanskih snaga na Jugoslaviju 6. travnja 1941 ., trupe Wehrmachta ušle su u Zagreb 10. travnja. Slavko Kvaternik istog je dana proglasio stvaranje Nezavisne Države Hrvatske. U Zagrebu je, nakon dolaska Ante Pavelića, kojeg su talijanski fašisti sredinom travnja prebacili iz Karlovca, bilo sjedište Glavnog ustaškog stana i Poglavarstva NDH. Tu su bile smještene najviše političke i vojne institucije ustaškog aparata te sjedišta policije i obavještajnih službi.
Gotovo odmah nakon dolaska ustaša na vlast počele su likvidacije zagrebačkih Židova, Srba, komunista i drugih antifašista. U brojnim ustaškim zatvorima, mučilištima i logorima smrti, poput zatvora na Savskoj cesti, Trga N (danas Trg žrtava fašizma), Dotršćine i Rakova Potoka, ubijene su tisuće Zagrepčana, a tisuće odvedeni u logore i likvidirani.
Prema podacima Zavoda za statistiku, u zatvorima i logorima stradalo je ukupno 26.399 Zagrepčana, od čega 8.000 Židova. Ustaše su pobili i veliki broj Srba u Zagrebu.
Unatoč jakoj koncentraciji neprijateljskih snaga i teroru ustaša i njemačke vojske, Zagreb je tijekom cijeloga rata bio poprište intenzivne antifašističke borbe pod vodstvom Komunističke partije Jugoslavije. Broj Zagrepčana koji su se borili u NOV i PO Jugoslavije je oko 50000, od čega 15000 mladih.
U završnim operacijama za oslobođenje Jugoslavije, Zagreb su 8. i 9. svibnja 1945. oslobodile 45., 28. i 39. divizija Druge armije i neke jedinice Prve armije .
U povodu 30. obljetnice oslobođenja grada, 16. rujna 1975. godine, predsjednik SFRJ Josip Broz Tito odlikovao je grad Zagreb Ordenom narodnog heroja .

## Stanje prije okupacije
Prijeratni Zagreb imao je masovni organizirani sindikalni i radnički pokret. Kolovoza 1940. godine u Zagrebu je održana I. konferencija KPH na kojoj su izabrani Politbiro i Plenum CK KPH, a u Listopadu 1940. Peta zemaljska konferencija KPJ. Ovi skupovi komunista iz cijele zemlje bili su organizirani u svrhu razmatranja ratnog stanja u Europi i posvećeni razradi aktivnog pružanja otpora u slučaju agresije Sila osovine. Tako je Zagreb slom Kraljevine Jugoslavije i okupaciju dočekao masovnim antifašističkim pokretom u kojem je KPJ imala vodeću ulogu.

## Zauzimanje Zagreba i pripreme za ustanak
Neposredno prije i poslije okupacije 1941. u Zagrebu je djelovao Centralni komitet KPJ, pa su se u njemu provodile prve političke akcije u novonastaloj situaciji. Njemačke i talijanske trupe krenule su u napad na Jugoslaviju 6. travnja, a 8. travnja na ulicama Zagreba podijeljeno je oko 10.000 letaka u kojima je CK KPJ pozivao građane na obranu zemlje. Istog dana, na Titovu inicijativu, u Zagrebu je održana sjednica CK KPH, na kojoj je zaključeno da se uputi delegacija u stožer Četvrte armije VKJ u Zagrebu sa zahtjevom da se radnicima i antifašistima preda oružje za borbu protiv fašističkog agresora i špijuna, te da oslobode političke zatvorenike. Zapovjedništvo vojne oblasti odbilo je primiti izaslanstvo.
Dana 10. travnja dijelovi njemačke oklopne divizije ulaze u Zagreb, a istog dana bivši austrougarski pukovnik Slavko Kvaternik preko radija objavljuje uspostavu Nezavisne Države Hrvatske.
Istoga dana, nakon proglašenja NDH, održan je prošireni sastanak CK KPJ, kojemu su prisustvovali i neki članovi CK KPJ i Mjesnog komiteta Zagreb, među ostalima Josip Broz Tito, Rade Končar, Aleksandar Ranković, Antun Rob, Pavle Pap, Josip Kraš, Leo Mates, Marko Orešković, Vlado Janić, Vladimir Bakarić, Jakov Blažević, Karlo Mrazović, Dragutin Saili i Stipe Ugarković. Na sastanku je usvojen zaključak da se svi kompromitirani ljudi povuku u ilegalu, da se nastavi otpor agresoru i da se pripreme za oružanu borbu protiv okupatora i njegovih suradnika u zemlji. Formiran je Vojni komitet na čelu s Titom. U vezi s tim zaključkom održana su sljedeća dva dana sjednice CK KPJ i CK KPH, na kojima je, između ostalog, zaključeno da se organizira povratak bivših španjolskih boraca u domovinu.
Dana 15. travnja 1941. u zagrebačkim ilegalnim tiskarnicama (tehnike) umnožen je i distribuiran u sve krajeve Jugoslavije letak koji je sadržavao proglas CK KPJ. U proglasu je naglašeno da će komunisti i cjelokupna radnička klasa Jugoslavije biti u "prvim redovima narodne borbe protiv okupatora" i da će u toj borbi ustrajati "do konačne pobjede".
Početkom svibnja u Zagrebu je održano aktivno savjetovanje dužnosnika KPJ iz cijele zemlje radi organiziranja borbe protiv okupatora, a u lipnju sastanak CK KPH na kojem je odlučeno da se započne s pripremama za ustanak u Hrvatskoj. U Zagrebu je dijeljen prvosvibanjski proglas CK KPJ, a 24. lipnja proglas CK KPJ i CK KPH povodom napada Hitlerove Njemačke na Sovjetski Savez 22. lipnja. U proglasu je sav narod pozvan na oružanu borbu za protjerivanje okupatora iz zemlje. CK KPH ostao je u Zagrebu do veljače 1942. kada je prešao na oslobođeni teritorij .

### Organiziranje antifašističkih tijela i propaganda
Narodnooslobodilačkim pokretom u Zagrebu rukovodio je Mjesni odbor sa šest rajonskih odbora. Na početku okupacije zagrebačka organizacija KPH imala je 53 osnovne organizacije s oko 500 članova, od kojih su 75% bili radnici. Osim toga, postojala je jaka organizacija SKOJ-a. U prvoj polovici 1942. SKOJ je imao blizu 900 članova i oko 500 simpatizera okupljenih u odborima Saveza mladih naraštaja. Taj savez organizirao je mlade za borbu protiv neprijatelja na antifašističkoj platformi i bio jezgra kasnijeg USAOH-a .
U listopadu 1941. osnovan je Inicijativni odbor Antifašističke fronte žena za Hrvatsku. Krajem 1941. godine osnovan je Matični odbor AFŽ-a, a u veljači 1942. godine Mjesni odbor AFŽ-a.
Najmasovnija organizacija u okupiranom Zagrebu bila je " Narodna pomoć ". Zadatak “Narodne pomoći” bio je razvijanje borbene antifašističke svijesti građana, uključivanje u antifašističku borbu, prikupljanje novca i materijala za potrebe NOV i PO Jugoslavije, pomoć obiteljima boraca, skrivanje ilegalaca, širenje ilegalnog tiska, prebacivanje ljudi na slobodni teritorij i drugo. Mjesni odbor “Narodne pomoći” bio je podijeljen na šest kotarskih odbora. Ti su odbori imali ukupno preko 700 članova i oko 4000 pomagača i simpatizera. Do 1943., odbore „Narodne pomoći“ zamijenili su Narodnooslobodilački odbori .
1941. u Zagrebu je djelovalo oko 140 tehnika KPJ. U njima su umnožavani leci, proglasi i listovi " Vjesnik ", " Proleter ", "Politička revija", "Omladinski borac", "Mladi komunist", "Žena u borbi" i " Borba ". U tehnici su izrađivane i razne propusnice, dokumenti i iskaznice za kretanje ilegalnih partijskih radnika.

## Početak otpora i razvoj borbe 1941. godine.
Ubrzo nakon okupacije Zagreba organiziran je niz diverzija i otpora okupacijskim snagama. U lipnju i početkom srpnja 1941. izvršene su sabotaže u protuzrakoplovnoj bateriji u Prečkom i u skladištima protuzrakoplovnog topništva u Ilici, provala u vlak sa streljivom na Zapadnom kolodvoru, diverzija na željezničkim prugama prema Varaždinu, Sisku i Dugom Selu te na zagrebačkoj Radio postaji. U noći s 13. na 14. srpnja je organizirana akcija oslobađanja komunista iz ustaškog logora Kerestinec. No, akcija nije u potpunosti uspjela zbog loše organizacije.
Među prvim manifestacijama otpora okupaciji bila je akcija solidarnosti hrvatske mladeži sa srpskom i židovskom mladeži, izvedena 26. svibnja 1941. godine. kod Gradskog stadiona, kada je vođa ustaške mladeži održao huškački govor ispred odreda Građanske zaštite i pozvao da se Srbi i Židovi izdvoje iz odreda, što je trebao biti uvod u pogrom. Kad su se ovi počeli razdvajati, skojevci su krenuli za njima, vukući za sobom i ostalu mladež, tako da je segregacija spriječena, a pogrom onemogućen.
U srpnju je izvršena diverzija u svilani, gdje je izgorjelo 50.000 metara padobranske svile, a nekoliko dana kasnije skojevci su zapalili maksimirski Gradski stadion, čiju su građu ustaše namjeravali upotrijebiti za izgradnju baraka koncentracijskih logora širom NDH.
Prva veća oružana akcija koju su pripremali članovi KPJ i SKOJ-a, trebala je biti izvedena kod Botaničkog vrta. Tamo su 4. kolovoza 1941. diverzanti, predvođeni Slavkom Komarom, ručnim bombama napali pripadnike ustaške sveučilišne satnije. Prema navodima ustaških novina, ranjeno je 28 studenata.
U rujnu 1941. grupa antifašista napala je autobus s njemačkim vojnicima u Zvonimirovoj ulici. Istog mjeseca izvršena je diverzija u susjednoj tvornici cementa. Dana 14. rujna grupa antifašista predvođena Vilimom Galjerom izvela je dugo pripremanu diverziju na Glavnoj pošti, kada je eksplozivom oštećena automatska centrala i visokofrekventni uređaj za međugradsku vezu. Istog dana napadnut je ustaški odred u Vrbanićevoj ulici, a 30. rujna antifašisti predvođeni Ivanom Šiblom napali su skupinu njemačkih avijatičara u Rusanovoj ulici.

## Diverzije 1942. – 1945.
Godine 1942. udarne grupe izvele su niz uspješnih napada na postrojbe neprijateljskih vojnika i atenatata pojedinih okupatorskih dužnosnika:
- Provala u vagon s eksplozivom na Savskoj stanici 30. ožujka
- Diverzija na transformatoru na Glavnom kolodvoru 22. travnja
- Sabotaža u tvornici "Vojna odjeća", sredina travnja
- Napad na aerodrom kod Svete Nedelje, 17. kolovoza
- Sabotaža na dalekovodu Zagreb-Karlovac u Vrapču, 17. listopada
- Napad na domobransku reflektorsku postaju s prislušnim uređajima za otkrivanje zrakoplova u Svetoj Klari, listopad .
- Akcija na uredske prostorije radiopostaje u Dugoj ulici 12 (danas Radićeva ulica), te su iz njih ilegalci zaplijenili materijal koji je prebačen na oslobođeno područje, prosinac

U 1943. godini najznačajnije akcije bile su:
- Atentat na ustaskog agenta F. Horvata, 1. siječnja
- Atentat na njemačkog agenta Hesheimera, ožujak
- Napad na vojnu stražu na Grmoščici, 1. svibnja
- Napad na vojni bunker s okupacijskom posadom na Cmroku, 29. lipnja
- Atentat na ustaškog bojnika Kurešića, kolovoza
- Razoružani domobranski dočasnici u Kustošiji, 20. listopada
- Zarobljen stražar kod Jakuševačkog mosta na Savi, 17. prosinca
- Napad na policijskog čuvara carinarnice na Radničkoj cesti 17. prosinca
- Dizanje u zrak glavnog skladišta zrakoplova u Sopnici kod Sesveta, 19. prosinca
- Napad na policijskog čuvara carinarnice na Radničkoj cesti 20. prosinca
- Napad na neprijateljsku stražu na Jakuševačkom mostu, 24. prosinca
- Atentat na ustaškog bojnika Petranovića
- Atentat na njemačkog generala Brandera

Tijekom 1944. god godine izvršene su sljedeće značajne diverzije i akcije:
- Na aerodromu Borongaj su minirani jedan školski zrakoplov i jedan bombarder,  11. kolovoza
- Jedan lovački zrakoplov uništen je na aerodromu Borongaj, 14. kolovoza
- U zračnoj luci Pleso minirana su dva zrakoplova, 17. kolovoza
- Na zagrebačkom Glavnom kolodvoru 23. miniran je vojni transportni vlak, 23. kolovoza
- Diverzija u željezničkoj radionici, 2. rujna
- Dva njemačka vojnika ubijena, 8. prosinca
- Diverzija u zračnoj luci Pleso, 25. prosinca
- Minirane dvije njemačke vojarne na Borongaju, 28. prosinca
- Diverzija na kolodvoru Maksimir, 29. prosinca

Prvih mjeseci 1945. godine izvršene su sljedeće akcije i diverzije:
- Miniran vatrogasni dom na Žitnjaku, 2. siječnja
- Diverzija u tvornici ulja, siječanj
- Diverzija u tvornici baterija, siječanj
- Uništen jedan njemački autobus u Vodnikovoj ulici 2. veljače
- Atentat na grupu neprijateljskih vojnika u Deželićevoj ulici 5. veljače
- Kod Savske ceste uništena jedna lokomotiva, 13. veljače
- Diverzija u zračnoj luci Pleso, 15. veljače
- Uništena jedna lokomotiva na Zapadnom kolodvoru, 18. veljače
- Uništena jedna lokomotiva na Glavnom kolodvoru, 19. veljače
- Srušena stražarska baraka na Svetom Duhu, 27. veljače
- Minirana ustaška baraka na Selskoj cesti 28. veljače

## Ustaški zločini i odmazde
Dolaskom na vlast ustaše su odmah počeli provoditi teror i progon neistomišljenika. Tako su za vrijeme okupacije zlostavljali i mučili zatočenike na više lokacija u okolici Zagreba, kao što su zatvor na križanju Savske ceste i današnje Vukovarske ulice, zatvor na Trgu N (danas južna zgrada na Trgu žrtava fašizma) i mučilište u Jandrićevoj 74, poznat kao "Sing-Sing", čiju lokaciju tijekom rata nitko od zatočenika nije znao jer su dovođeni s povezima na očima.
Logor Kerestinec, odnosno dvorac u blizini istoimenog naselja nedaleko od Zagreba, bio je zatvor za zatočenje komunista. Formiran je još prije Drugoga svjetskoga rata, 31. ožujka 1941. godine, za vrijeme Banovine Hrvatske, a tijekom vlade Dragiše Cvetkovića. Dolaskom na vlast ustaše su preuzeli kontrolu nad logorom u kojem su do tada bili smješteni mnogi komunisti-intelektualci, među kojima August Cesarec, Božidar Adžija, Ognjen Prica, Otokar Keršovani, Divko Budak i drugi. U noći s 13. na 14. srpnja 1941. godine Partijski aktiv organizirao je bijeg zarobljenika iz Kerestinca, ali zbog loše koordinacije akcija nije u potpunosti uspjela. U akciji je spašeno samo 14 od 91 zatočenika. Ustaše su preživjele bjegunce, među njima Adžiju, Cesarca i Pricu, strijeljali narednih dana na stratištima u Maksimiru i Dotrščini.
Ustaše su za svoja stratišta najčešće koristili šumu Dotrščinu, koja je tada bila izvan Zagreba, te Rakov Potok, šumu južno od Save i današnjeg Novog Zagreba. Procjenjuje se da su na Dotrščini ustaše ubili oko 10.000 žrtava (od toga 2.000 članova KPJ i SKOJ-a), a od toga oko 400 na Rakovu potoku.
Ustaše su redovito vršili represalije nad zarobljenicima u slučaju antifašističkih diverzija ili atentata na njemačke ili ustaške dužnosnike i agente. Ubijanja zarobljenika vršena su na već spomenutim stratištima, ali kako su sile Osovine na kraju izgubile rat, ustaške vlasti više nisu marile za ubijanje zarobljenika na skrovitim mjestima. Tako je 20. prosinca 1943. na zapadnom kraju Dubrave skupina od šesnaest antifašista javno obješena na ulici na mesarske kuke u znak odmazde za partizansku diverziju skladišta u blizini aerodroma kod Sopnice (Sesvete). 19. prosinca. Obješeni su nekoliko dana visili na zastavama kao upozorenje na svako antifašističko djelovanje. Bilo je to prvo javno vješanje zarobljenika, što će od tada do kraja ustaške vladavine biti česta pojava.
Godine 1944. ustaše su izvršili više masovnih vješanja i strijeljanja u Vrapču, Kustošiji i drugim mjestima u okolici Zagreba. Početkom siječnja 1945., kada je već bilo izgledno da će doživjeti poraz, ustaše su za nekoliko dana od 3. do 8. siječnja Na Žitnjaku objesili nekoliko desetaka antifašista.

## Djelovanje partizanskih odreda
Već u srpnju 1941. u Dubravi je formirana prva zagrebačko-sesvetska partizanska grupa. U kolovozu jedna grupa boraca odlazi iz Zagreba na Žumberak, gdje formiraju partizanski odred " Matija Gubec ", koji broji 37 boraca. Odred su ubrzo napale jake ustaške snage pa je bio razbijen i i raspušten.
U ožujku 1942. kod sela Brdovca kod Zagreba formiran je prvi partizanski odred u Hrvatskom zagorju, u ljeto je formiran Moslavački partizanski odred, a u jesen Kalnički odred. U travnju 1942. desetak boraca upućenih iz Zagreba na Žumberak ulazi u Prvu zagorsku četu i potom s njom prerasta u bataljun "Josip Kraš". U studenom 1942. od Pokupsko-žumberačkog odreda i Prvog proleterskog bataljuna Hrvatske formirana je Trinaesta udarna brigada "Josip Kraš" (kasnije nazvana "Rade Končar"). U kolovozu 1943. ustrojena je Brigada " Braća Radić ", a brigada "Matija Gubec" u jesen.
U srpnju i listopadu 1943. partizani su ušli u Gornje Vrapče, u tadašnjoj neposrednoj blizini Zagreba, i prodrli do Sljemena. U prosincu iste godine Turopoljski odred napao je glavno skladište zrakoplova u Sopnici kod Sesveta, a 19. prosinca, Osamnaesta slavonska brigada uništila je aerodrom Kurilovec .
24. siječnja 1944. godine formiran je Deseti zagrebački korpus koji je postao nositelj borbenih djelovanja u sjeverozapadnoj Hrvatskoj, posebice u zagrebačkom okrugu. U korpusu je bilo oko 5500 do 6000 boraca. Krajem siječnja 1944. formirana je od omladinske brigade " Joža Vlahović " i brigade " Franjo Ogulinac Seljo " 34. divizija., a u jesen Podravska brigada " Pavlek Miškina " i brigada " Nikola Demonja ".

## Završne borbe za oslobođenje
U završnim operacijama za oslobođenje zemlje 8. svibnja 1945. u Zagreb su s juga oko 11 sati ušle postrojbe 45. i 28. divizije Druge armije, a poslijepodne postrojbe 39. divizije II. Druga armija je ušla u Zagreb. Zajedno s jedinicama Prve armije čistili su Zagreb od neprijateljskih četa tijekom 8. i noću s 8. na 9. svibnja. Oko 7 sati ujutro postrojbe 21. divizije Prve armije su preko Maksimira ušle u Zagreb, borci Posavskog partizanskog odreda preko Savskog mosta u grad, a oko podneva preko Remeta i Sesveta postrojbe Šeste i Prve divizije I. armije. Istog dana i postrojbe Desetog zagrebačkog korpusa ulaze u Zagreb.
Tijekom ulaska postrojbi Jugoslavenske armije u Zagreb došlo je do manjih oružanih sukoba s ostacima okupatorsko-kvislinških snaga koji se nisu na vrijeme uspjeli izvući iz grada. Neki od značajnijih obrčuna bili su okršaj kod radio-postaje u Vlaškoj ulici te borbe protiv njemačko-ustaških grupacija na području podsljemenske zone, poglavito na području Gračana, koje su odbijale položiti oružje iako je rat u Europi službeno završio još 9. svibnja kapitulacijom Trećeg reicha.
Nakon oslobođenja Zagreba postrojbe Jugoslavenske armije nastavile su borbe protiv okupatorsko-kvislinških snaga prema Krškom i Klanjcu.

## Zagreb – grad heroj
Početkom rata Zagreb i okolica imali su oko 300.000 stanovnika. Svaki šesti, odnosno njih 50.000, sudjelovao je u Narodnooslobodilačkoj borbi. Od tog broja više od 20.000 umrlo je u gradu na ulicama, u zatvorima i logorima ili u partizanskim jedinicama. Među poginulim Zagrepčanima bilo je 4000 članova KPJ i SKOJ-a.
Osamdeset i devet Zagrepčana proglašeno je narodnim herojima. Šest stotina Zagrepčana nositelji su Partizanske spomenice 1941. godine .
Uručujući Orden narodnog heroja gradu 16. rujna 1975., predsjednik SFRJ Josip Broz Tito, koji je ujedno i jedan od glavnih nositelja revolucionarnog pokreta ovoga grada, rekao je:

## Istaknuti sudionici NOP-a i narodni heroji Zagreba
- Božidar Adžija
- Marijan Badel
- Vladimir Bakarić
- Rajka Baković
- Stjepan Bubanić
- Predrag Heruc
- August Cesarec
- Marijan Čavić
- Vilim Galjer
- Ivo Gluhak
- Janko Gredelj
- Božidar Dakić
- Kata Dumbović
- Vinko Jeđut
- Zvonimir Kavurić
- Otokar Keršovani
- Slavko Komar
- Rudolf Kroflin
- Ivan Mečar
- Vladimir Nemet
- Bogdan Ogrizović
- Josip Preskar
- Ognjen Prica
- Ivo Lola Ribar
- Stipe Ugarković
- Predrag Heruc
- Joža Vlahović
- Ivan Šibl
- Milan Špalj